# Duda Francelino
Maria Eduarda Francelino da Silva, mais conhecida como Duda Francelino ou simplesmente Duda (Recife, 18 de julho de 1995) é uma futebolista brasileira que atua como atacante. Atualmente, joga no Flamengo.

## Estatísticas

### Seleção Brasileira
Expanda a caixa de informações para conferir todos os jogos, pela Seleção Brasileira.
|                                        | Data            | Placar         | Adversário    | Gols | Cartões | Competição        | Estádio               | Cidade         | Ref.   |      |      |
| 2019                                   | 2019            | 2019           | 2019          | 2019 | 2019    | 2019              | 2019                  | 2019           | 2019   | 2019 | 2019 |
| -------------------------------------- | --------------- | -------------- | ------------- | ---- | ------- | ----------------- | --------------------- | -------------- | ------ | ---- | ---- |
| 1                                      | 12 de dezembro  | 6–0            | México        | 10'  |         | Amistoso          | Neo Química Arena     | São Paulo      | [ 4 ]  |      |      |
| 2020                                   |                 |                |               |      |         |                   |                       |                |        |      |      |
| 2                                      | 7 de março      | 0–1            | França        |      |         | Torneio da França | Stade du Hainaut      | Valenciennes   | [ 5 ]  |      |      |
| 2021                                   |                 |                |               |      |         |                   |                       |                |        |      |      |
| 3                                      | 14 de junho     | 0–0            | Canadá        |      |         | Amistoso          | Cartagonova           | Cartagena      | [ 6 ]  |      |      |
| 4                                      | 21 de julho     | 5–0            | China         |      |         | Tóquio 2020       | Miyagi                | Miyagi         | [ 7 ]  |      |      |
| 5                                      | 24 de julho     | 3–3            | Países Baixos |      |         | Tóquio 2020       | Miyagi                | Miyagi         | [ 8 ]  |      |      |
| 6                                      | 27 de julho     | 1–0            | Zâmbia        |      |         | Tóquio 2020       | Saitama 2002          | Saitama        | [ 9 ]  |      |      |
| 7                                      | 30 de julho     | 0–0 (3–4 pen.) | Canadá        |      | 58'     | Tóquio 2020       | Miyagi                | Miyagi         | [ 10 ] |      |      |
| 8                                      | 17 de setembro  | 3–1            | Argentina     |      | 39'     | Amistoso          | O Amigão              | Campina Grande | [ 11 ] |      |      |
| 9                                      | 20 de setembro  | 4–1            | Argentina     |      |         | Amistoso          | Almeidão              | João Pessoa    | [ 12 ] |      |      |
| 10                                     | 26 de outubro   | 2–2            | Austrália     |      |         | Amistoso          | Western Sydney        | Sydney         | [ 13 ] |      |      |
| 11                                     | 25 de novembro  | 6–1            | Índia         |      |         | Torneio de Manaus | Arena da Amazônia     | Manaus         | [ 14 ] |      |      |
| 12                                     | 1 de dezembro   | 2–0            | Chile         |      |         | Torneio de Manaus | Arena da Amazônia     | Manaus         | [ 15 ] |      |      |
| 2022                                   |                 |                |               |      |         |                   |                       |                |        |      |      |
| 13                                     | 16 de fevereiro | 1–1            | Países Baixos |      |         | Torneio da França | Stade Michel d'Ornano | Caen           | [ 16 ] |      |      |
| 14                                     | 19 de fevereiro | 1–2            | França        |      |         | Torneio da França | Stade Michel d'Ornano | Caen           | [ 17 ] |      |      |
| 15                                     | 22 de fevereiro | 0–0            | Finlândia     |      |         | Torneio da França | Stade Michel d'Ornano | Caen           | [ 18 ] |      |      |
| 16                                     | 7 de abril      | 1–1            | Espanha       |      | 22'     | Amistoso          | Pinatar Arena         | Múrcia         | [ 19 ] |      |      |
| 17                                     | 12 de julho     | 3–0            | Uruguai       |      | 54'     | Copa América      | Centenário            | Armênia        | [ 20 ] |      |      |
| 18                                     | 18 de julho     | 4–0            | Venezuela     |      |         | Copa América      | Centenário            | Armênia        | [ 21 ] |      |      |
| 19                                     | 22 de julho     | 6–0            | Peru          | 1'   |         | Copa América      | Pascual Guerrero      | Cáli           | [ 22 ] |      |      |
| 20                                     | 30 de julho     | 1–0            | Colômbia      |      |         | Copa América      | Alfonso López         | Bucaramanga    | [ 23 ] |      |      |
| 21                                     | 2 de setembro   | 3–0            | África do Sul |      |         | Amistoso          | Orlando               | Joanesburgo    | [ 24 ] |      |      |
| 22                                     | 5 de setembro   | 6–0            | África do Sul | 52'  |         | Amistoso          | Moses Mabhida         | Durban         | [ 25 ] |      |      |
| 23                                     | 7 de outubro    | 4–1            | Noruega       |      |         | Amistoso          | Ullevaal              | Oslo           | [ 26 ] |      |      |
| 24                                     | 10 de outubro   | 1–0            | Itália        |      |         | Amistoso          | Luigi Ferraris        | Gênova         | [ 27 ] |      |      |
| 25                                     | 11 de novembro  | 1–2            | Canadá        |      |         | Amistoso          | Vila Belmiro          | Santos         | [ 28 ] |      |      |
| 26                                     | 15 de novembro  | 2–1            | Canadá        |      |         | Amistoso          | Neo Química Arena     | São Paulo      | [ 29 ] |      |      |
| Legenda: Vitórias — Empates — Derrotas |                 |                |               |      |         |                   |                       |                |        |      |      |

## Títulos
Fonte: 
Flamengo
- Brasil Ladies Cup: 2022

Seleção Brasileira
- Copa América: 2022
- Torneio Internacional: 2021

### Campanhas de destaque
São Paulo
- Copa Paulista: 2020 (vice-campeã)
- Campeonato Paulista: 2021 (vice-campeã)

Flamengo
- Campeonato Carioca: 2022 (vice-campeã)
- Supercopa do Brasil: 2023 (vice-campeã)